# Isla Enderbury
La isla Enderbury es un atolón pequeño y deshabitado ubicado a 63 km al ESE de la isla Kanton, en el océano Pacífico central. Forma parte del conjunto de islas Fénix, pertenecientes a la República de Kiribati.
Mide 1,6 km de ancho y 4,8 km de largo, con un arrecife que se extiende hacia afuera entre 60 y 200 metros. La isla es llana y desnuda, con arbustos bajos y unos pocos grupos de árboles. A diferencia de otros atolones, existe una única laguna y la mayor parte del atolón es tierra.

## Historia
La isla fue descubierta en 1823 por una expedición ballenera, y recibió su nombre (con un error ortográfico) en honor a Samuel Enderby, el fundador de la compañía ballenera británica Samuel Enderby & Sons. El primer interés en Enderbury fue en 1860, debido al descubrimiento de una mina de guano. El Acta de Islas Guaneras de 1856 permitió a los estadounidenses reclamar las islas con depósitos de guano: la isla Enderbury fue una de ellas. 
Al comienzo, la extracción de guano fue un proceso lento, aunque en 1870 alcanzó su punto más alto, debido a que la Compañía Fénix de Guano tomó cartas en el asunto. En 64 días, se extraían y exportaban 6000 toneladas de guano. Los estadounidenses dejaron la isla en 1877, la cual fue ocupada en la década de 1880 por una empresa británica de guano, aunque la producción fue más pobre que la anterior.
Muy poco ocurrió en Enderbury hasta 1938, cuando el presidente de Estados Unidos, Franklin Roosevelt, declaró las islas cerca de Kanton, Enderbury inclusive, jurisdicciones del Departamento del Interior de los Estados Unidos.
Estas islas fueron consideradas como buenos puntos estratégicos para paradas de vuelos de la aerolínea Pan Am entre Australia y Nueva Zelanda, aunque Enderbury nunca fue utilizada con este propósito. Reino Unido también reclamó las islas, y en 1939, se firmó un trato que establecía que las islas iban a ser compartidas por Estados Unidos y Reino Unido en un condominio.
En 1938, cuatro colonos se establecieron en la isla, para apoyar el derecho de soberanía sobre la isla que reclamaba los Estados Unidos, pero fueron evacuados en 1942 durante la Segunda Guerra Mundial. Todas las construcciones de las islas fueron destruidas para prevenir que fueran utilizadas por los japoneses.
Enderbury es el hogar de diversas especies de aves marinas.